# Situmbaga (Angkola Selatan)
Situmbaga is een bestuurslaag in het regentschap Tapanuli Selatan van de provincie Noord-Sumatra, Indonesië. Situmbaga telt 632 inwoners (volkstelling 2010).